# Терри Гоу
Го Тайми́н (кит. трад. 郭台銘, упр. 郭台铭, пиньинь Guō Táimíng, род. 8 октября 1950), в англоязычных СМИ — Терри Гоу (англ. Terry Gou) — тайваньский предприниматель, основатель и бывший председатель совета директоров компании Foxconn, миллиардер.
В рейтинге журнала Forbes в 2016 году занимал четвёртое место среди тайваньских миллиардеров с состоянием 6,7 млрд долларов. В рейтинге 2023 года переместился на шестое место.

## Биография
Родители переселились из континентального Китая на Тайвань после победы коммунистов. Отец — полицейский, служил в армии, воевал с японцами и коммунистами, состоял в Гоминьдане. Окончил Тайбэйский колледж морских технологий.
Одолжив у родителей 7400 долларов, в 1974 году вместе с младшим братом Го Тайчэном создал компанию Hon Hai в пригороде Тайбэя. Сначала на ней трудились десять работников, производя несложные пластмассовые компоненты для телевизоров.
Поворотный момент наступил в 1980 году, когда он получил заказ от Atari сделать разъёмы для консоли джойстика. В ходе 11-месячного путешествия в поисках клиентов по США в начале 1980-х годов (в это время там бурно росло производство персональных компьютеров) он смог получить новые заказы и расширить свой бизнес.
Рост объёмов заказов и политика реформ и открытости в КНР позволили в 1988 году открыть завод в Шэньчжэне.
В 1991 году акции компании начали торговаться на Тайваньской фондовой бирже.
С 1998 года Foxconn открывает заводы по сборке техники в Великобритании, США, Ирландии, Чехии. По мере развития аутсорсинга производства западными корпорациями Foxconn начал наряду с производством компонентов в качестве OEM-поставщика осуществлять на основе вертикальной интеграции сборку продукции, продаваемой под брендами компаний-заказчиков.
Высокое качество производства способствовало росту выпуска путём постепенного наращивания собственных мощностей, а не поглощения сторонних компаний. К середине 2000-х годов Foxconn превратился в одного из крупнейших работодателей мира с числом занятых около 1 млн человек, крупнейшего экспортера Китая, крупнейшую компанию Тайваня. Полный список заказчиков и производимой продукции держится в секрете, известно что компания является производственным партнёром Apple и выпускает большую часть его продукции. Среди других заказчиков Amazon.com, Cisco, Dell, Intel, Hewlett-Packard, Microsoft, Motorola, Nokia, Sony. Под собственной маркой Foxconn выпускает материнские платы и видеокарты.
Истинные масштабы компании до середины 2000-х годов оставались неизвестны, как и состояние Терри Гоу, который не давал интервью, а его годовой оклад составлял 1 тайваньский доллар. Внимание к Foxconn привлекли статьи в западной прессе, критикующие условия работы на заводах в КНР, где сосредоточены основные производственные мощности компании. Критический накал СМИ достиг максимума в 2010 году, в течение которого 14 сотрудников Foxconn покончили жизнь самоубийством. Эти нападки совпали по срокам с успехами продукции Apple, в частности, с выходом на рынок iPhone 3GS, iPad, iPhone 4. Согласно приведённой руководством Foxconn статистике, уровень самоубийств на заводах компании в 9 раз ниже, чем в среднем по Китаю, у компании лучшие в Китае условия проживания рабочих, лучшая система питания на производстве, высокий заработок с гарантией своевременной выплаты (редкость в КНР), высокие сверхурочные, которые, в отличие от общепринятой практики, оплачиваются по государственным нормативам. После этих событий зарплата сотрудников была повышена на 30 %, создан телефон доверия, в штат приняты буддистские монахи для проведения психологической работы, общежития оборудованы боксёрскими грушами с изображением начальников цехов (для снятия стрессов).
Хотя основные объёмы производства связаны с продукцией, разработанной партнёрами, Foxconn занимается НИОКР, зарегистрировала 25 тысяч собственных патентов и разработок, выделила 1 миллиард долларов на
строительство крупнейшего исследовательского центра на Тайване. У людей[кто?], наблюдающих за тенденциями в производстве, родилась шутка: «Через 20 лет в мире останутся только две компании: всё производить будет Foxconn, а продавать — Wal-Mart Stores». Однако на сегодняшний день успехи Foxconn связаны с индустрией 3C (Computer — компьютеры, Communication — коммуникации, Consumer electronics — бытовая электроника).
В 2019 году Гоу отмечал, что что ни одна страна, которая когда-то опиралась на США в деле обороны, не выиграла от этого; поэтому лучшая оборона Тайваня – это поддержание мира.
В июне 2019 года Терри Гоу объявил об уходе с поста председателя совета директоров Foxconn, оставшись в его составе.
Выдвинулся на президентских выборах Тайваня 2024 года как независимый кандидат.
В сентябре 2023 года Гоу окончательно покинул Foxconn, выйдя из состава совета директоров компании.
24 ноября 2023 года отказался от участия в выборах.

### Личная жизнь
Первая жена — Серена Линь Шужу 林淑如 (1950—2005), в браке имели сына (род. 1976) и дочь (род. 1978).
В 2002 году за 30 млн долларов купил охотничий замок XVII века, расположенный около города Кутна Гора в Чехии.
В 2007 году умер от лейкемии его брат Го Тайчэн.
В 2008 году женился на Делии Цзэн Синьин 曾馨瑩 (род. 1974), хореографе. В этом браке родились дочь (род. 2009) и сын (род. 2010).